# Jessica Grace Smith
Jessica Grace Smith (* 18. Februar 1985 in Otorohanga) ist eine neuseeländische Schauspielerin, Drehbuchautorin und Regisseurin.

## Leben und Karriere
Smith wurde am 18. Februar 1985 in Otorohanga geboren. Sie studierte an der Toi Whakaari: New Zealand Drama School. Ihr Debüt gab sie 2009 in dem Film Diagnosis: Death. Bekanntheit erlangte sie 2011 in ihrer Rolle als Sklavin Diona in der Fernsehserie Spartacus: Gods of the Arena. Außerdem war sie in den Filmen The Devil’s Rock und Sione’s 2: Unfinished Business zu sehen. 2020 heiratete Smith den neuseeländischen Schauspieler Benedict Wall.

## Filmografie (Auswahl)
Filme
- 2009: Diagnosis: Death
- 2010: Ben and Jeremy’s Big Road Trip
- 2011: The Devil’s Rock
- 2012: Sione’s 2: Unfinished Business
- 2016: Best Mates
- 2019: Flip

Serien
- 2011: The Almighty Johnsons
- 2011: Spartacus: Gods of the Arena
- 2014–2015: Home and Away
- 2019: Westside
- 2021: Power Rangers Dino Fury (1 Episode)